# گوستا گردین
گوستا گردین (انگلیسی: Gösta Gärdin; ۲۸ مهٔ ۱۹۲۳ – ۱۲ دسامبر ۲۰۱۵) فرد نظامی اهل سوئد بود.